# Leopold II. Sedlnický
Leopold II. říšský hrabě Sedlnický z Choltic (29. července 1787, Linhartovy – 25. března 1871, Berlín) byl slezský šlechtic, příslušník rodu Sedlnických z Choltic a vratislavský biskup v letech 1836-40.

## Život
Narodil se jako syn hraběte Josefa Antonína Sedlnického a jeho manželky, Josefy hraběnky Haugvicové z Biskupic.
Měl čtyři sourozence: bratry Josefa, který byl policejním prezidentem a ředitelem cenzurního úřadu ve Vídni, Jana Karla, který byl v pruských službách a zemřel jako královský zemský rada a sestru Annu.
V roce 1811 přijal kněžské svěcení. S podporou pruské vlády získával postupně vyšší církevní úřady. V roce 1830 se stal proboštem vratislavské kapituly, roku 1835 vratislavským biskupem. Pro neshody s římskou kurií, které eskalovaly sporem o umožnění výchovy dětí ze smíšených manželství v nekatolickém náboženství, se v roce 1840 vzdal biskupského úřadu.
Odešel do Berlína, kde se stal členem pruské státní rady. Postupně se vzdaloval katolické víře, velmi na něj zapůsobila mimo jiné i návštěva sboru Jednoty bratrské. V roce 1863 se stal luteránem. Velkou část svého majetku věnoval na sociální účely, pro studenty založil ústavy Paulinum a Joanneum. V souladu s vlastním přáním byl pohřben na evangelickém hřbitově v Rękówě, ve své slezské vlasti.